# Pinta (choroba)
Pinta – choroba zakaźna zaliczana do krętkowic endemicznych zwanych też niewenerycznymi, wywołana przez krętka Treponema carateum (od tej nazwy bierze się również czasami spotykane określenie tej choroby – carate).

## Objawy
Pinta jest chorobą skóry, która rozpoczyna się zwykle od pojawienia się grudki zlokalizowanej w różnych częściach ciała. Grudka stopniowo się rozrasta, zlewając się z sąsiednimi. Po różnym okresie trwania, zmiany te stopniowo zaczynają się odbarwiać, powodując w końcu powstanie białych plam pozbawionych melaniny oraz powodując w tych miejscach zaniki naskórka.

## Leczenie
Antybiotyki najlepiej z grupy penicylin.